# Josef Barta
Josef Barta (* 19. března 1937, Šanov) je bývalý československý hokejista.

## Klubové statistiky
| Sezona     | Klub                     | Soutěž     | Základní část | Základní část | Základní část | Základní část | Základní část | Play off | Play off | Play off | Play off | Play off |
| Sezona     | Klub                     | Soutěž     | Z             | G             | A             | B             | TM            | Z        | G        | A        | B        | TM       |
| ---------- | ------------------------ | ---------- | ------------- | ------------- | ------------- | ------------- | ------------- | -------- | -------- | -------- | -------- | -------- |
| 1955-56    | Spartak Královo Pole     | TCH        | 12            | 5             | 0             | 5             | —             | —        | —        | —        | —        | —        |
| 1956-57    | Spartak Královo Pole     | TCH        | 10            | 2             | 0             | 2             | —             | —        | —        | —        | —        | —        |
|            | Dukla Karlovy Vary       | TCH-2      | 12            | 5             | 0             | 5             | —             | —        | —        | —        | —        | —        |
|            | Dukla Olomouc            | TCH-2      | 9             | 1             | 0             | 1             | —             | 3        | 2        | 0        | 2        | —        |
| 1957-58    | Dukla Jihlava            | TCH        | 22            | 6             | 2             | 8             | —             | —        | —        | —        | —        | —        |
| 1958-59    | Spartak Královo Pole     | TCH        | 21            | 9             | 0             | 9             | —             | —        | —        | —        | —        | —        |
| 1959-60    | Spartak Královo Pole     | TCH-2      | 0             | 0             | 0             | 0             | —             | —        | —        | —        | —        | —        |
|            | TJ Slovan ÚNV Bratislava | TCH        | 10            | 14            | 0             | 14            | —             | —        | —        | —        | —        | —        |
| 1960-61    | TJ Slovan ÚNV Bratislava | TCH        | 32            | 22            | 0             | 22            | —             | —        | —        | —        | —        | —        |
| 1961-62    | TJ Slovan ÚNV Bratislava | TCH        | 32            | 22            | 0             | 22            | —             | —        | —        | —        | —        | —        |
| 1962-63    | Slovan Bratislava        | TCH        | 32            | 20            | 0             | 20            | —             | —        | —        | —        | —        | —        |
| 1963-64    | TJ ZKL Brno              | TCH        | 10            | 6             | 3             | 9             | 6             | —        | —        | —        | —        | —        |
| 1964-65    | TJ ZKL Brno              | TCH        | 33            | 11            | 6             | 17            | 15            | —        | —        | —        | —        | —        |
| 1965-66    | TJ ZKL Brno              | TCH        | 33            | 12            | 6             | 18            | —             | —        | —        | —        | —        | —        |
| 1966-67    | TJ ZKL Brno              | TCH        | 36            | 9             | 5             | 14            | —             | —        | —        | —        | —        | —        |
| 1967-68    | TJ ZKL Brno              | TCH        | 33            | 8             | 6             | 14            | —             | —        | —        | —        | —        | —        |
| 1968-69    | TJ ZKL Brno              | TCH        | 20            | 2             | 2             | 4             | —             | —        | —        | —        | —        | —        |
| 1969-70    | ATSE Graz                | AUT        | —             | —             | —             | —             | —             | —        | —        | —        | —        | —        |
| 1970-71    | ATSE Graz                | AUT        | —             | —             | —             | —             | —             | —        | —        | —        | —        | —        |
| 1971-72    | ATSE Graz                | AUT        | —             | —             | —             | —             | —             | —        | —        | —        | —        | —        |
| TCH celkem | TCH celkem               | TCH celkem | 336           | 148           | 30            | 178           | 21            | —        | —        | —        | —        | —        |